# 구준

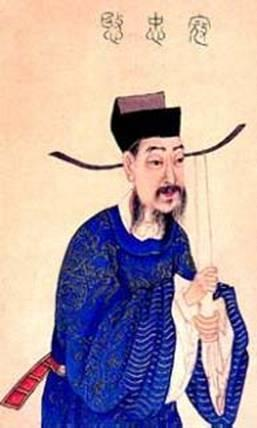

구준(寇準, 961년 ~ 1023년)는 중국 송나라 때 화주(현 산시성웨이난시) 출신, 송나라의 문신이다. 자는 평중(平仲)이다.